# Teresa Byszewska
Teresa Byszewska, richtiger Name Teresa Sapetto, geborene Byszewski (* 6. Juli 1929 in Warschau; † 25. Oktober 2018), war eine polnische Illustratorin, Plakatkünstlerin und Grafikdesignerin.

## Leben und Werk

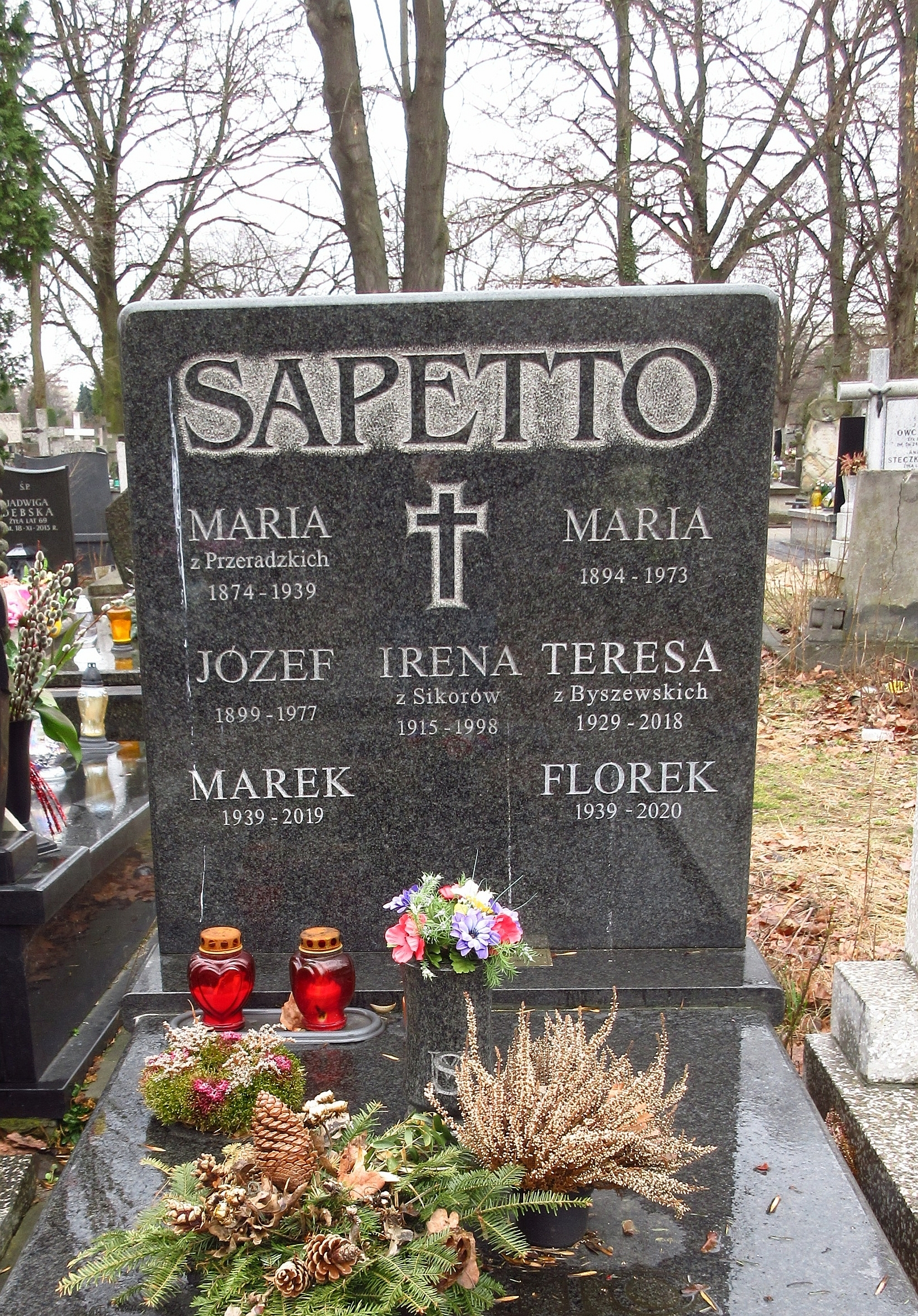
Grab auf dem Cmentarz Bródnowski in Warschau.

Teresa Byszewska besuchte die Akademie der Bildenden Künste Warschau und begann 1950 ein Grafikstudium im Atelier von Henryk Tomaszewski. Dort lernte sie den Grafiker und Briefmarkenentwerfer Jan Lenica kennen. Das Paar heiratete 1954. Teresa  Byszewska schloss 1956 ihr Studium mit Diplom bei dem Grafiker Józef Mroszczak ab. Danach gestaltete sie zahlreiche Filmplakate für polnische Filmfassungen und illustrierte Kinderbücher. Zusammen mit ihrem Mann arbeitete sie auch an künstlerisch-grafischen Animationsfilmen.
Nach ihrem Umzug nach Paris fand sie in den 1960er-Jahren auf dem berühmten Flohmarkt (Marché aux Puces), in den dort vorgefundenen Textilien, ihr neues künstlerisches Medium. Mit ihren «Bilder unter der Nadel» genannten Arbeiten fand sie erstmals internationale Anerkennung. Ab den 1970er-Jahren schuf sie Werke mit Papier, so u. a. Frottagen.
Teresa Byszewska stellte ihre Werke in zahlreichen internationalen Ausstellungen aus. 2007 fand eine Retrospektive im Zentralen Textilmuseum in Łódź statt.